# Reflectometría
La reflectometría es un método de diagnóstico basado en el principio del radar. Una señal de sondeo se envía al sistema o al medio a diagnosticar, la señal se propaga por las leyes de propagación a lo largo del medio investigado y cuando encuentra una discontinuidad (impedancia), una parte de su energía es devuelta al punto de inyección. El análisis de la señal reflejada se utiliza para inferir la información sobre el sistema o el medio analizado.
La reflectometría es un medio de ensayo no destructivo.

## Tipos reflectometría
La reflectometría se utiliza en el dominio del tiempo y en el dominio de la frecuencia (FDR).
Ambos se basan en el método descrito anteriormente. Las principales diferencias en el procedimiento de procesamiento y de inyección de señal. En el dominio de tiempo (TDR), el análisis de las señales reflejadas proporciona información sobre el entorno de la composición; en el dominio de frecuencia (RIS) es el análisis de la onda estacionaria, que proporciona esta información. Muchos métodos se han desarrollado y aplicado a veces en los sistemas existentes para reducir el tiempo y costo de mantenimiento. Sin embargo, la fase de procesamiento de la señal es esencial para un análisis preciso y el modelo físico es preciso para mejorar el rendimiento.

## Áreas de aplicación
El reflectometría de dominio de tiempo (TDR - reflectometría de dominio temporal) fue desarrollado como resultado del trabajo en el radar hacia el final de la Segunda Guerra Mundial, pero en realidad sólo se ha utilizado en los años 60 con la llegada de los osciloscopios. Hoy, la reflectometría se utiliza en muchos campos que van desde la medición de humedad en los suelos, la caracterización de los estratos de la corteza terrestre, las medidas aéreas, y la detección de fallos en cables y en la fibra óptica.

## Diagnóstico de cables

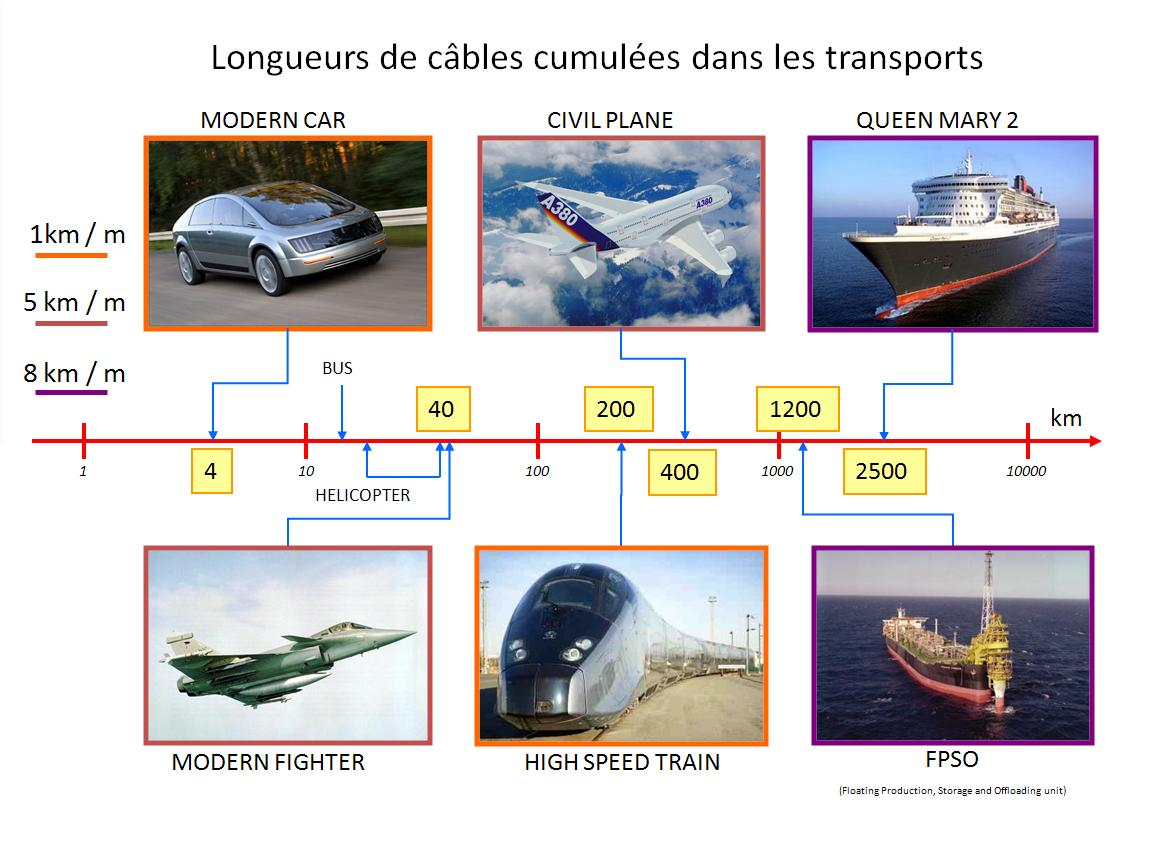
Longitudes de cables acumuladas en el transporte

La reflectometría es un método comúnmente utilizado para la determinación del estado eléctrico de cables y líneas. Este método proporciona información para la detección, localización y caracterización de fallos eléctricos.
En treinta años, la longitud de los cables incrustados en un automóvil ha aumentado más de diez veces, de alrededor de 200 a más de 4.000 metros. Al mismo tiempo, el número de conexiones aumentó de 200 a 2000: entendemos que la red de interconexión está ahora considerada por los fabricantes como el eslabón débil de los vehículos modernos. Además, la llegada de la tecnología "by wire" - es decir, la sustitución de los principales componentes mecánicos e hidráulicos por sistemas electrónicos programados (dirección, frenos, suspensión, etc.) - todo lo eléctrico tiene una importancia capital, ya que será el único vínculo entre el conductor, sus acciones, y el vehículo. La fiabilidad del cableado se convertirá en un tema predominante.
Este problema también está presente en la aviación, donde las longitudes de cable exceden varios cientos de kilómetros en aviones modernos (casi 40 km para el Dassault Rafale y 400 km para el Airbus A380 ), un área donde la fiabilidad es un asunto vital.
La reflectometría también se utiliza para determinar el estado de cables embebidos en el hormigón (cemento).